# Bogadion
Bogadion (altgriechisch Βογάδιον) ist ein Ortsname, der in der Geographia des Claudius Ptolemaios als einer der im Innern Germaniens nördlicher liegenden Orte (πόλεις) mit 30° 15′ Länge (ptolemäische Längengrade) und 52° 00′ Breite angegeben wird. Bogadion liegt damit nach Ptolemaios zwischen Teuderion und Streontion. Wegen des Alters der Quelle kann eine Existenz des Ortes um 150 nach Christus angenommen werden.
Bislang konnte der Ort nicht sicher lokalisiert werden. Ein interdisziplinäres Forscherteam um Andreas Kleineberg, das die Angaben von Ptolemäus neu untersuchte, lokalisiert nach Transformation der antiken Koordinaten zurzeit Bogadion beim heutigen Salzkotten in Nordrhein-Westfalen; damit könnte die polis eine weitere Station am Hellweg – einer der bedeutendsten Ost-West-Routen in der Germania magna – gewesen sein.